# Кастельчивіта
Кастельчивіта (італ. Castelcivita) — муніципалітет в Італії, у регіоні Кампанія,  провінція Салерно.
Кастельчивіта розташована на відстані близько 280 км на південний схід від Рима, 95 км на південний схід від Неаполя, 45 км на південний схід від Салерно.
[[Файл:|thumb|300px|none|]]
Населення — 1762 особи (2014).
Щорічний фестиваль відбувається 3 червня; 6 грудня. Покровитель — San Cono il Taumaturgo.

## Демографія
Населення за роками:

Станом на 1 січня 2023 року в муніципалітеті офіційно проживали 33 іноземці з 8 країн, серед них 23 громадяни країн Євросоюзу та 3 громадяни України.

## Сусідні муніципалітети
- Альбанелла
- Альтавілла-Сілентіна
- Акуара
- Контроне
- Оттаті
- Постільйоне
- Роккадаспіде
- Січиньяно-дельї-Альбурні